# 圣桑福里安苏绍梅拉克
圣桑福里安-苏绍梅拉克（法語：Saint-Symphorien-sous-Chomérac，法語發音：[sɛ̃ sɛ̃fɔʁjɛ̃ su ʃɔmeʁak]，意为“绍梅拉克下方的圣桑福里安”）是法国阿尔代什省的一个市镇，属于普里瓦区。

## 地理
圣桑福里安-苏绍梅拉克（44°43'10"N, 4°42'16"E）面积7.86 平方千米，位于法国奥弗涅-罗讷-阿尔卑斯大区阿尔代什省，该省份为法国东南部内陆省份，北起顺时针与卢瓦尔省、伊泽尔省、德龙省、沃克吕兹省、加尔省、洛泽尔省和上盧瓦爾省接壤。
与圣桑福里安-苏绍梅拉克接壤的市镇（或旧市镇、城区）包括：拜克斯、绍梅拉克、圣于连昂圣阿尔邦、圣拉热布雷萨克。
圣桑福里安-苏绍梅拉克的时区为UTC+01:00、UTC+02:00（夏令时）。

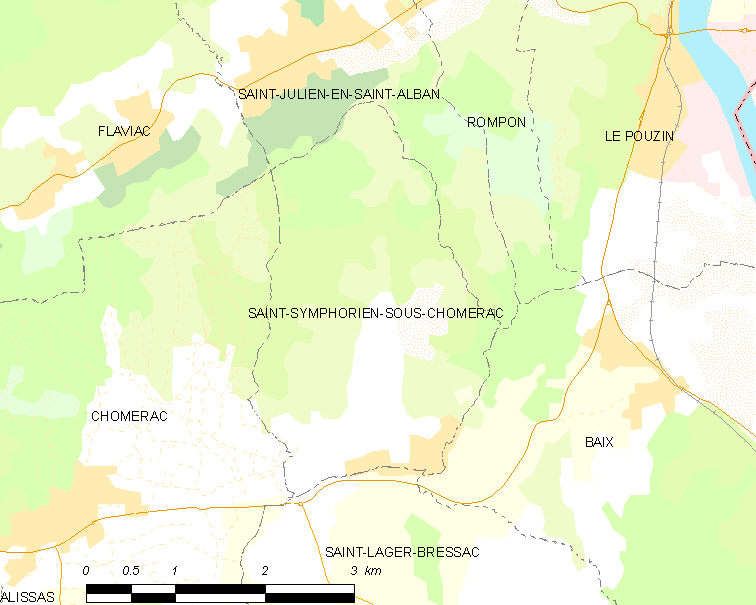
圣桑福里安-苏绍梅拉克的OSM定位图

## 行政
圣桑福里安-苏绍梅拉克的邮政编码为07210，INSEE市镇编码为07298。

## 政治
圣桑福里安-苏绍梅拉克所属的省级选区为勒普赞县。

## 人口
圣桑福里安-苏绍梅拉克于2022年1月1日时的人口数量为855人。

1962-2008年间圣桑福里安-苏绍梅拉克人口变化图示